# Santuário do Sagrado Coração de Jesus
O Santuário do Sagrado Coração de Jesus é uma tradicional igreja do município de São Paulo que está localizada no bairro dos Campos Elísios, centro da cidade, e pertence à Igreja Católica. Sua construção tem como base a arquitetura romana em formato de Basílica e é constituída de três naves. Tem como característica a estátua do Cristo Redentor, em cobre, que decora o topo de sua majestosa torre e faz parte de um complexo de construções que contém o Liceu Coração de Jesus, colégio salesiano fundado em 1885.
Trata-se do mais antigo templo de estilo clássico-renascentista de São Paulo e é considerado um marco na renovação da arte sacra na capital paulista, devido à decoração interna influenciada pelos Salesianos. Embora sua pedra fundamental tenha sido lançada ainda no século XIX, a configuração atual do prédio foi inaugurada em 1901, mas somente em 1914 foi elevado ao grau de Santuário.

## História
A construção do Santuário tem início em 1878, quando houve a primeira iniciativa pública de se erguer uma igreja em devoção ao Sagrado Coração de Jesus. A ideia foi concebida na Conferência do Sagrado Coração de Jesus. Para colocar o plano em prática, o vicentino Domingos Gonçalves Carregosa doou um terreno pertencente à sua propriedade, localizada próxima ao Morro do Chá, onde hoje se encontra o Viaduto do Chá.

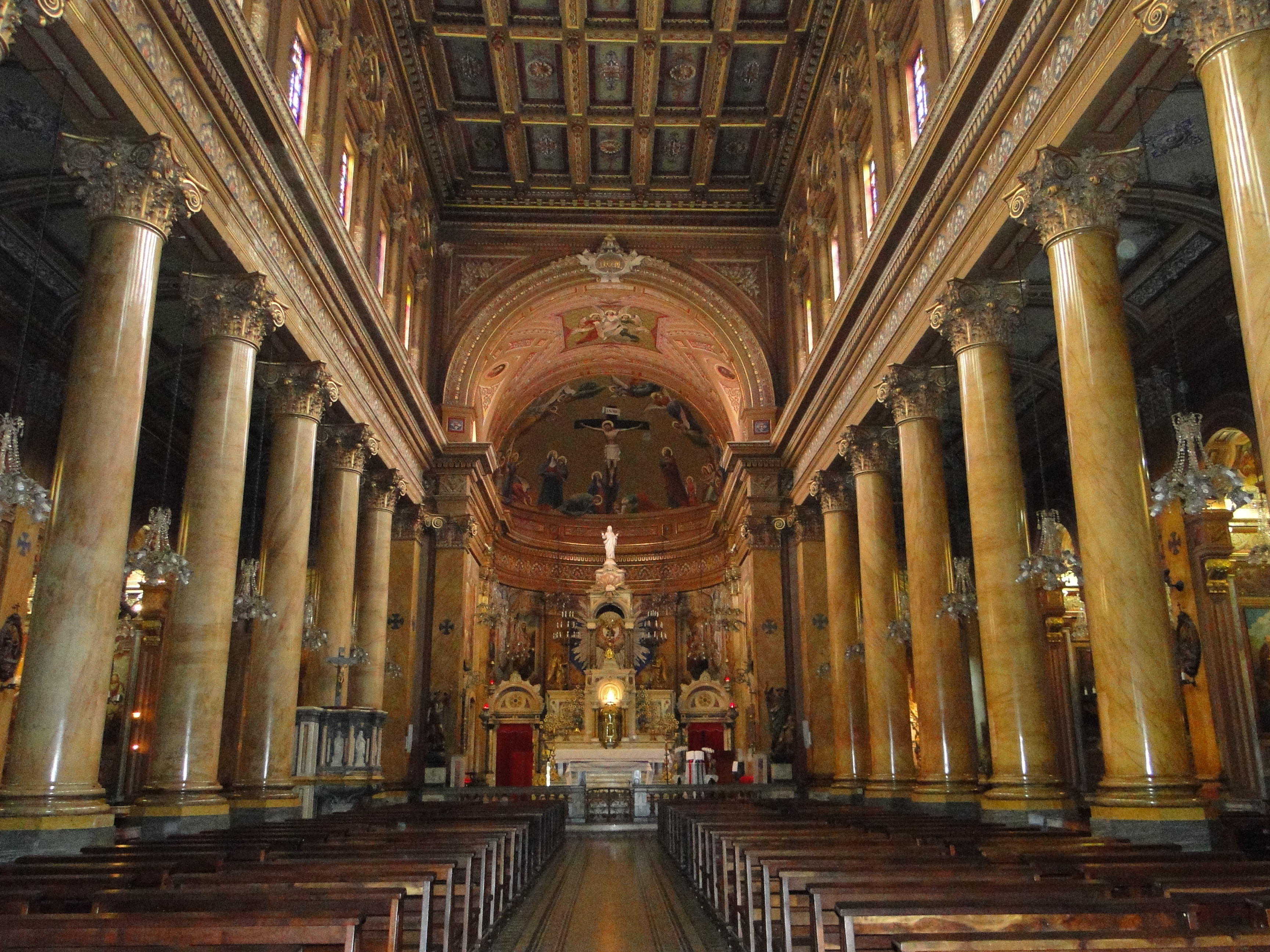
Nave central do Santuário e as colunas que imitam mármore

Ao receber a informação sobre a intenção de se construir um templo, o então bispo da cidade de São Paulo, Dom Lino Deodato, não aprovou. Apesar de compartilhar da vontade, ele desejava que fosse encontrado um lugar melhor para a futura igreja. Assim, encarregou os vicentinos de procurarem um novo endereço. Não demorou muito para que fosse feita uma campanha de arrecadação entre os devotos, que conseguiram o suficiente para adquirir um terreno no bairro dos Campos Elíseos, reduto idealizado por empresários suíços e que abrigava mansões dos Barões do Café.
Por volta de três anos após o surgimento da ideia inicial, mais precisamente no dia 24 de junho de 1881, foi lançada a pedra fundamental da igreja por Dom Lino Deodato, ainda na condição de Bispo Diocesano de São Paulo. No ano seguinte pensou-se na possibilidade de anexar ao templo um estabelecimento de ensino de artes e ofícios, uma vez que isso ajudaria na conservação e em uma melhor utilização do local, além de servir como uma forma de ajudar os mais necessitados, atendendo a um clamor popular. Dessa forma foi fundado o Liceu Coração de Jesus. Já em 1884, Dom Lino celebrou a consagração da igreja dedicada ao Coração de Jesus, numa cerimônia que ficou marcada como uma das mais imponentes manifestações públicas realizadas até então em São Paulo.

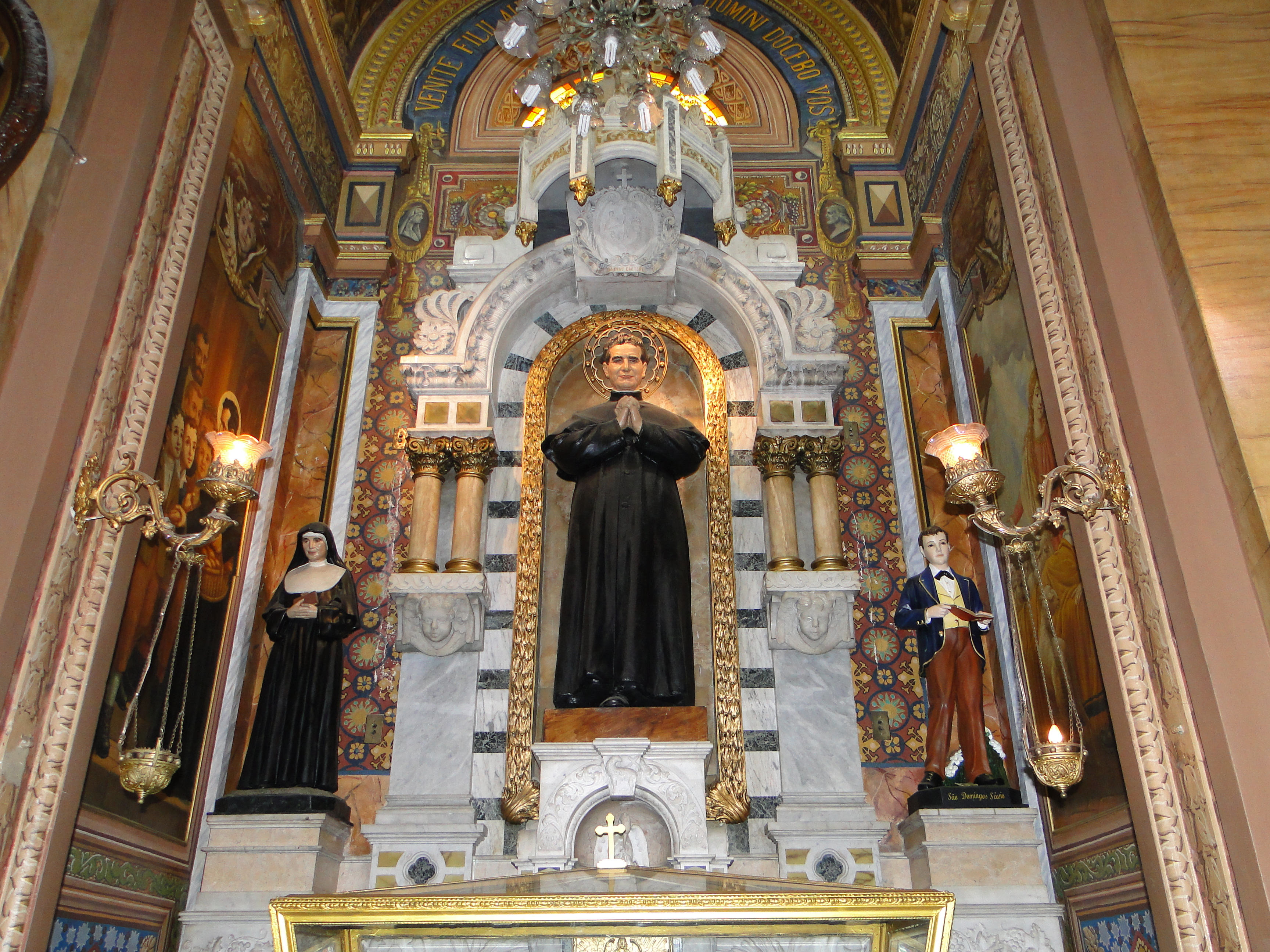
Altar de Dom Bosco, mentor dos padres salesianos que idealizaram o Santuário

Em 1885 chegaram a São Paulo os primeiros padres salesianos, discípulos de Dom Bosco, que assumiram a direção da igreja e também da instituição de ensino. Nesse momento a capela cedeu lugar à construção de um grande Santuário em honra ao Sagrado Coração de Jesus. A obra contou com o apoio de figuras importantes da época, como Dona Veridiana Prado e o Conde Prates. No entanto, a contribuição maior veio de boa parte do povo paulistano.
O templo levou 20 anos para ficar pronto e sua inauguração se deu em 17 de novembro de 1901, mas somente em 1914 foi elevado ao grau de Santuário agregado à Basílica Vaticana. Já em 27 de outubro de 1940, Dom José Gaspar, Arcebispo de São Paulo, erigiu canonicamente a Paróquia Santuário do Sagrado Coração de Jesus.

## Características Arquitetônicas
Os padres salesianos influenciaram tanto na parte externa quanto na decoração interna da igreja, construída na configuração basilical romana, de acordo com o estilo neoclássico, que estava em evidência na Europa naquela época, como pode ser visto na igreja de Maria Ausiliatrice, casa-mãe dos salesianos, em Turim, na Itália.

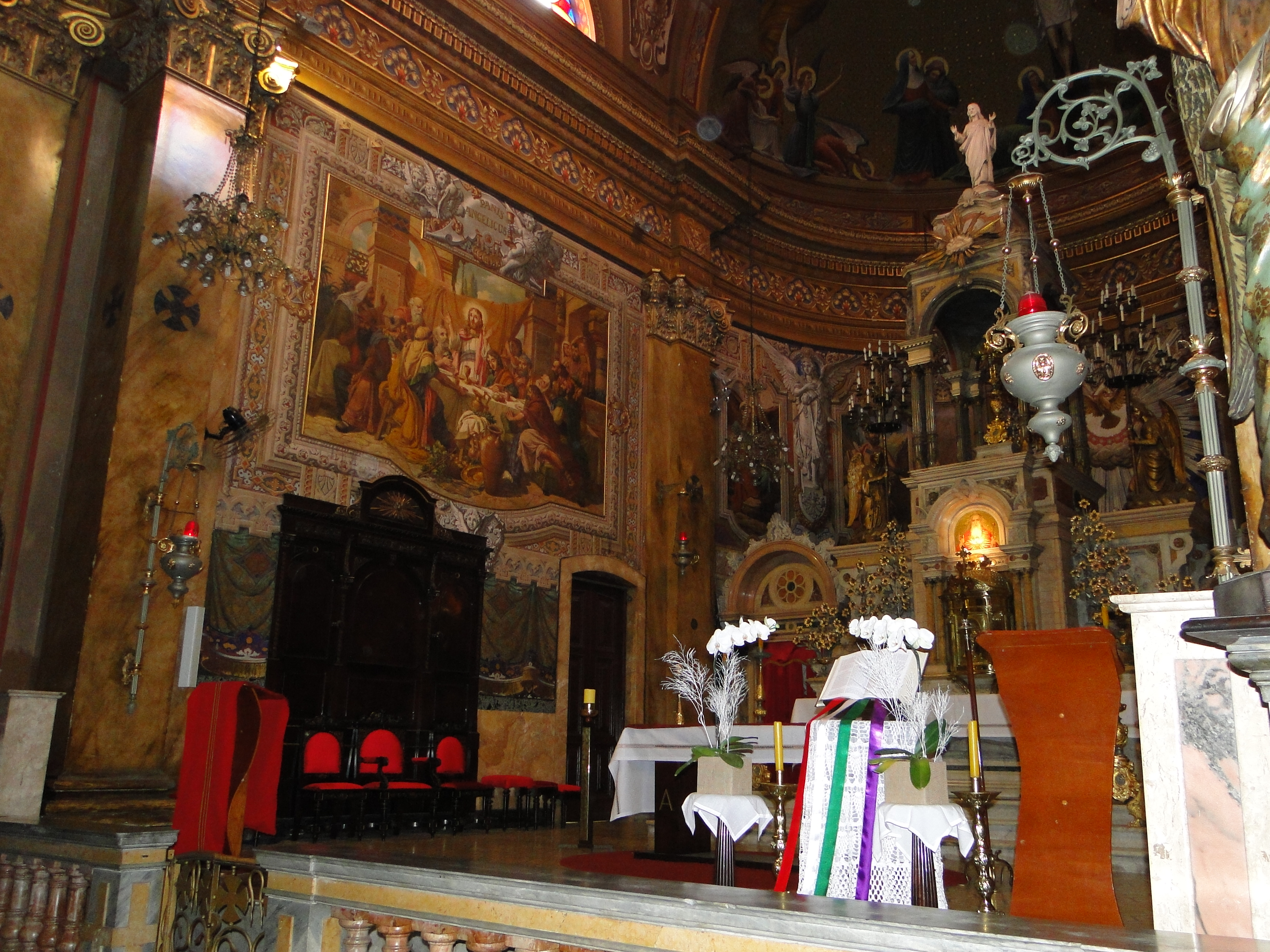
Altar feito em mármore de Carrara trazido de Turim, na Itália

A arquitetura do prédio e do altar-mór, feito de mármore de Carrara vindo de Turim, são obras do artista e arquiteto Domingos Delpiano, salesiano leigo consagrado. A construção da torre, financiada pela Condessa Ferreira Pinto, filha de Dona Veridiana, foi inaugurada em 1901 e contém uma imagem do Cristo Redentor de sete metros de altura, em cobre dourado, forjado nas oficinas do Liceu, obra também de autoria de Delpiano, que espalhou sua arte em outros itens do templo.

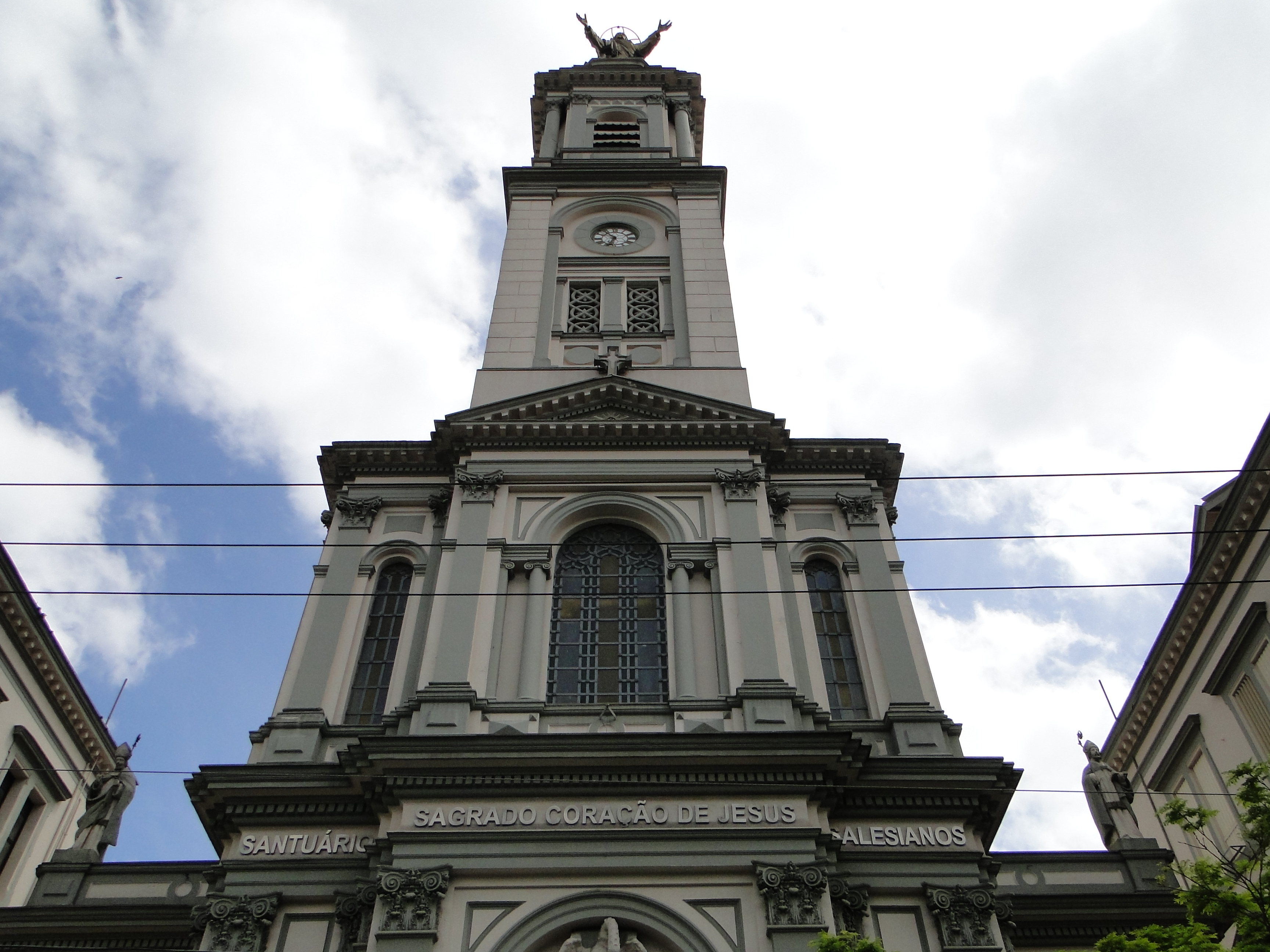
Torre de 62 metros e o Cristo Redentor em cobre, no topo

Sua imponente torre, que em 1922 era um dos três pontos mais altos da cidade de São Paulo, mede 62 metros, incluindo os 7 metros do pedestal e os 7 metros do Cristo Redentor. Já o Santuário mede 52 metros de comprimento por 22 metros de largura.
Internamente, o Santuário é constituído de três naves, com diversos altares laterais que são decorados por imagens esculpidas em madeira e mármore de origem italiana, francesa e alemã. Tais altares eram utilizados de forma simultânea pelos diversos sacerdotes que atuavam no colégio, já que todos tinham a obrigação de celebrar pelo menos uma missa por dia.
A nave central, separada das naves laterais por oito colunas de cada lado, é considerada uma joia da arte sacra no Brasil e se assemelha à nave da Basílica de Santa Maria Maggiore, em Roma, Itália. Os painéis e afrescos são de autoria de Pedro Gentili e de uma notável pintora de Florença, também na Itália, que preferiu ficar no anonimato e tem sua identificação mantida em sigilo pela Igreja.

## Significado Histórico e Cultural

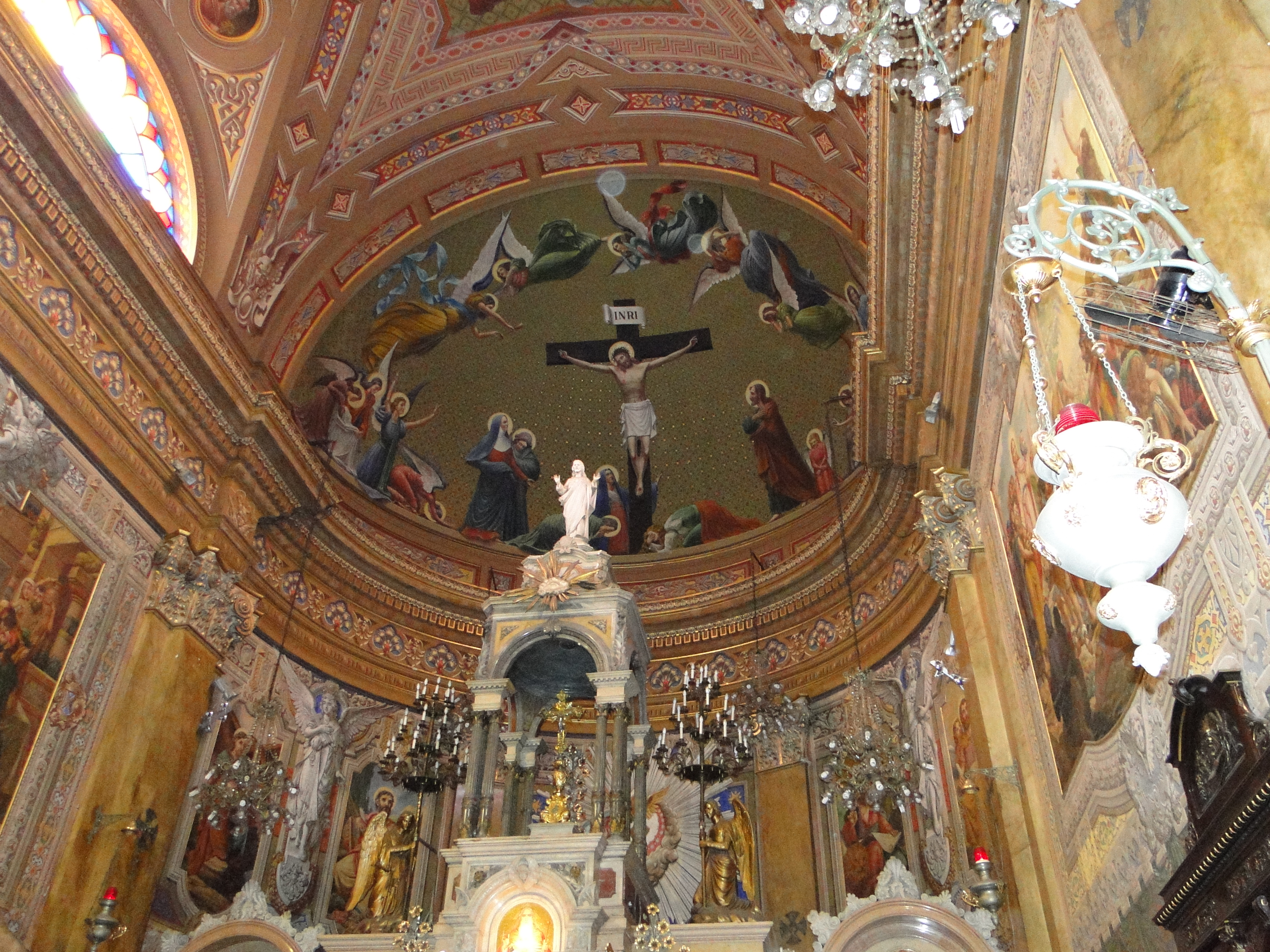
Estátua do Sagrado Coração de Jesus decora o topo do altar-mor do Santuário

Localizado no centro de São Paulo, o Santuário do Sagrado Coração de Jesus foi construído no bairro dos Campos Elíseos, onde residia boa parte da aristocracia paulistana no fim do século XIX. Com o Liceu em anexo, se tornou reduto dos mais diversos personagens do cotidiano da cidade. Membros da elite e de todas as classes sociais marcavam presença, fosse na celebração de missas, batizados ou casamentos. 

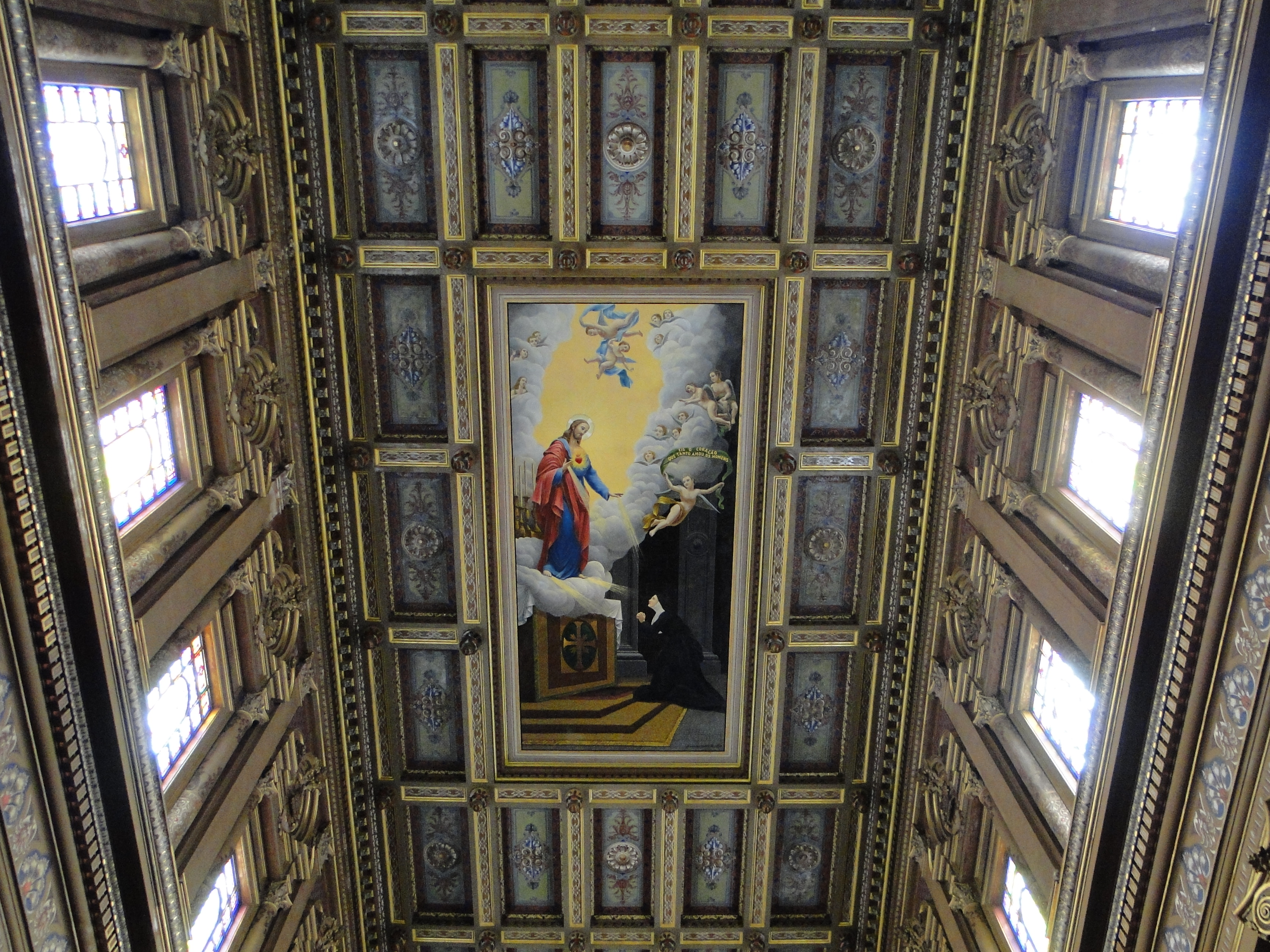
Sagrado Coração de Jesus pintado no teto da nave central do Santuário por uma artista italiana de Florença, cujo nome é mantido em sigilo

Além de ser um tradicional e histórico templo religioso, reúne uma grande variedade de obras de arte que datam do começo do século passado e até mesmo do final do século XIX. Muitas delas peças únicas, provenientes da Europa. Há também itens doados por beneméritos do Santuário ainda na época de sua construção.
No mesmo bairro está o Palácio dos Campos Elíseos que chegou a ser a residência oficial do governador do estado de São Paulo de 1915 até 1965. Durante a Revolta Paulista de 1924, o palácio foi alvo de bombas e, pela proximidade, Liceu e Santuário sofreram as consequências das batalhas. Duas granadas atingiram o local, dois alunos foram atingidos, mas sem gravidade. A torre da igreja foi disputada pelos dois lados da luta, por conta de seu posicionamento estratégico.

### Tombamento
O templo faz parte de um estudo de tombamento amplo que abarca os prédios enquadrados como Zona de preservação de imóveis de caráter histórico, artístico e cultural - z8-200, indicados pelas subprefeituras e previstos na lei de zoneamento da cidade. Processos de tombamento de grandes áreas como este, não apresentam estudos específicos sobre cada bem listado. O Santuário foi incluído, em 1992, pelo Conpresp, na Resolução de Tombamento 44/92. Trata-se de uma etapa que antecede o tombamento propriamente dito e confere ao bem o mesmo regime de preservação do bem tombado até a decisão final do Conselho (Artigo 14, § 2º da Lei nº 10.032, de 27 de dezembro de 1985 e alterada pela Lei nº 10.236, de 16 de dezembro de 1986).

## Estado atual

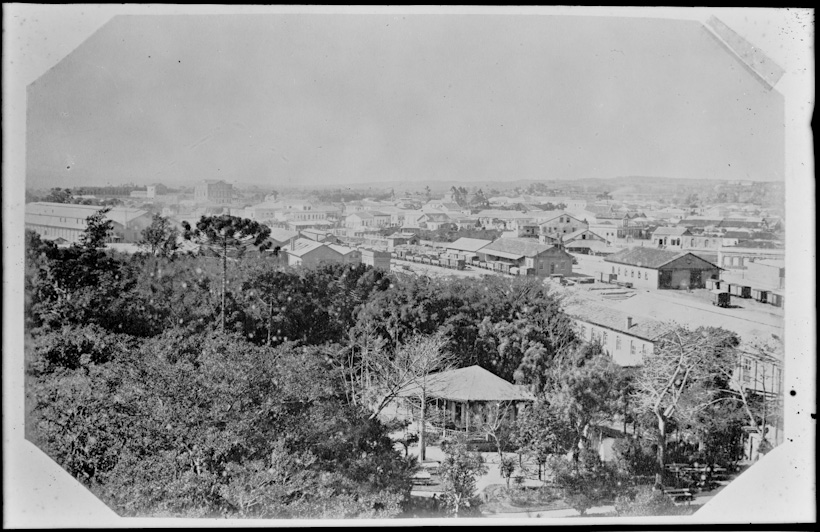
Fotografia de Militão Augusto de Azevedo datada de 1887, durante a construção do Colégio Sagrado Coração de Jesus.

Assim como Dom Lino Deodato desejou, a presença do Liceu Coração de Jesus em anexo ao Santuário contribuiu para que sua preservação e utilização tivesse uma atenção maior. Como fazem parte da mesma comunidade, o dinheiro arrecadado pelo colégio também ajuda a manter a igreja, que é , por exemplo, constantemente utilizada pelos alunos do catecismo e para eventuais missas, além de da proposta pedagógica da instituição de ensino ser baseada nos valores da religião.
Outro fator que contribui para o templo ser preservado é a sua constante utilização para batizados e casamentos. Em ambos os casos a reserva do local passa pelo pagamento de certa quantia, o que ajuda na manutenção de seus itens. As missas são celebradas todos os dias da semana e o local está aberto ao público para visitação.

## Galeria

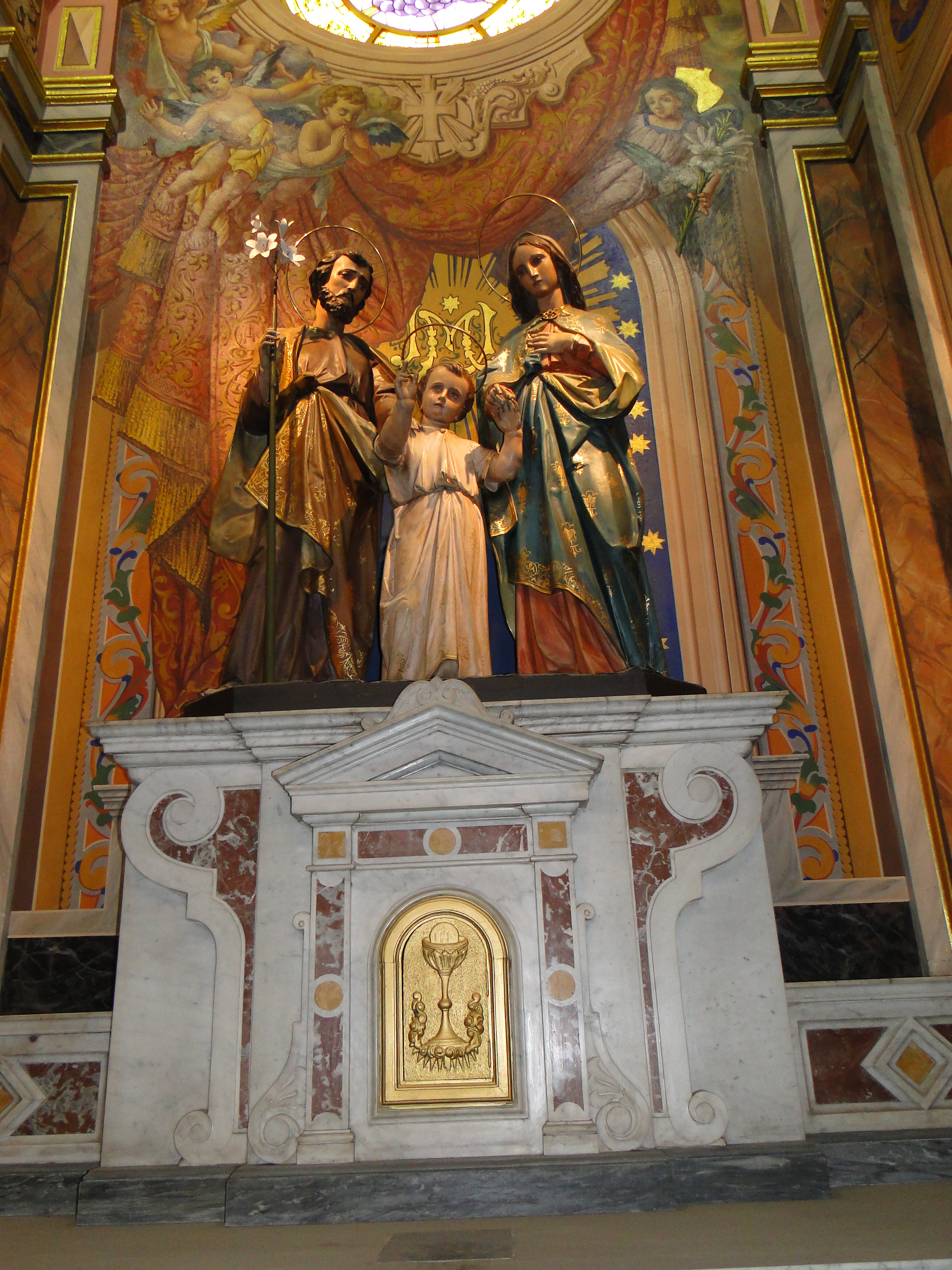
Altar da Sagrada Família na nave lateral esquerda do Santuário
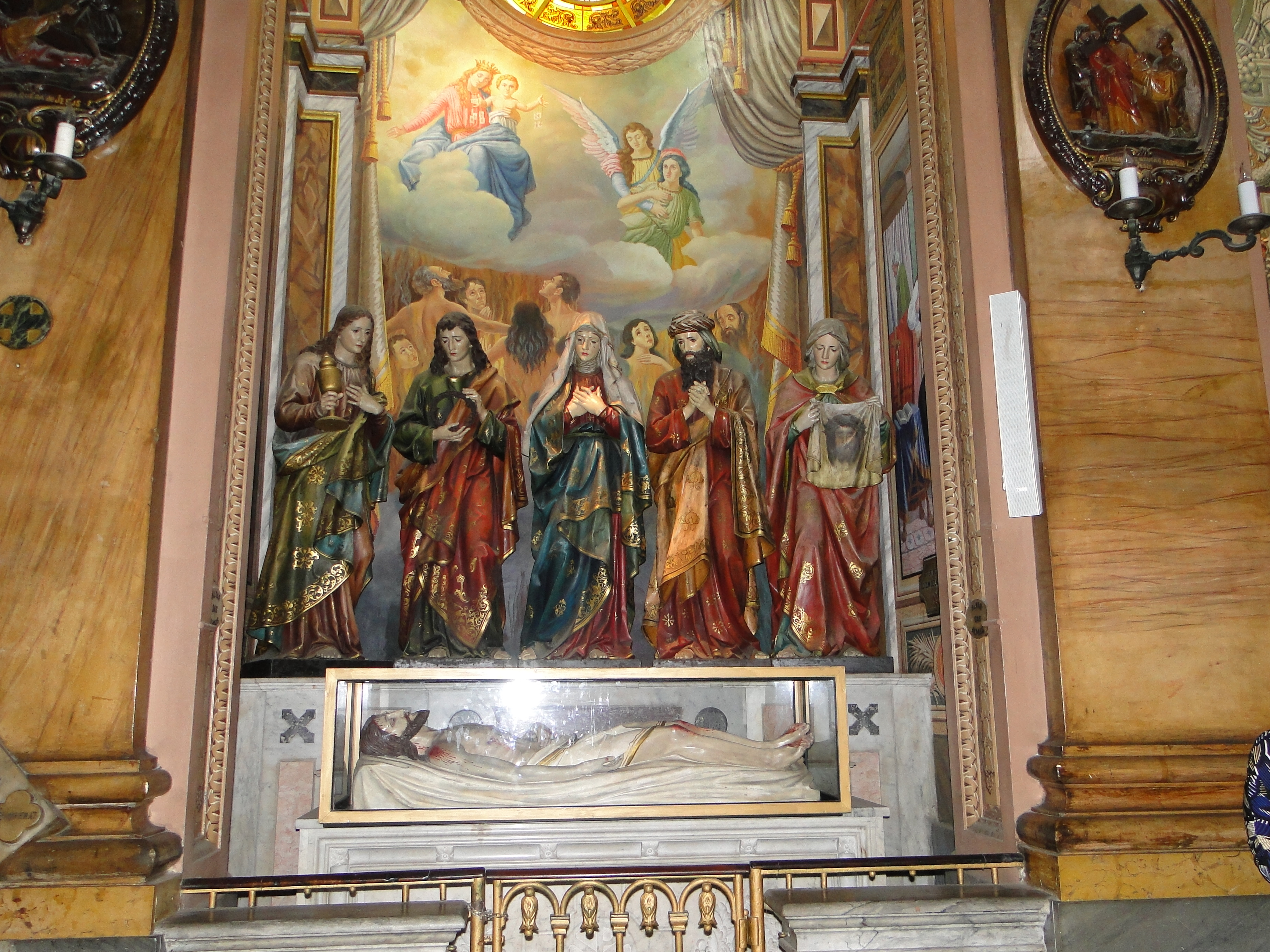
Altar do Santo Sepulcro na nave lateral esquerda da igreja
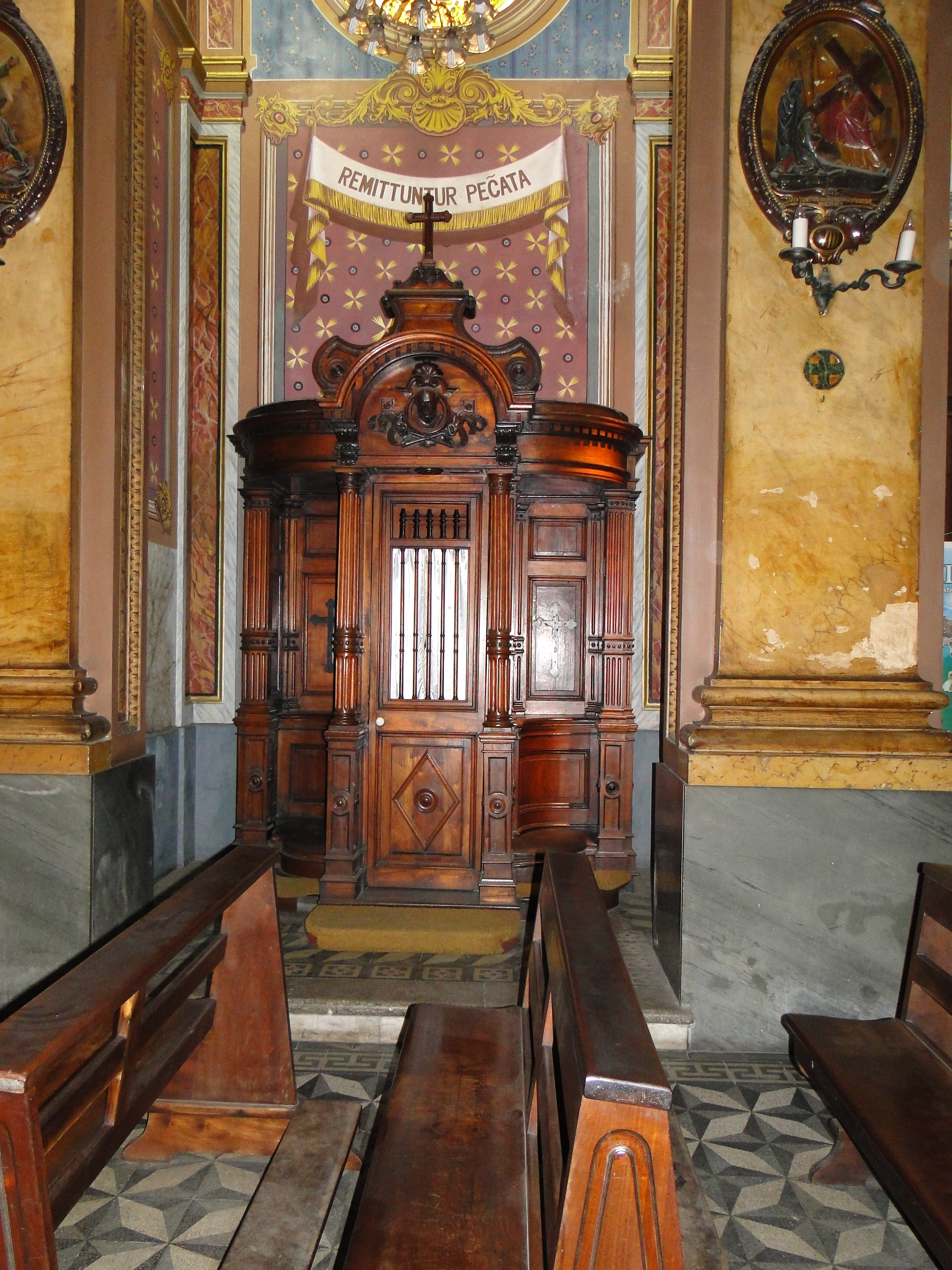
Confessionário, em madeira, localizado na nave lateral direita do Santuário
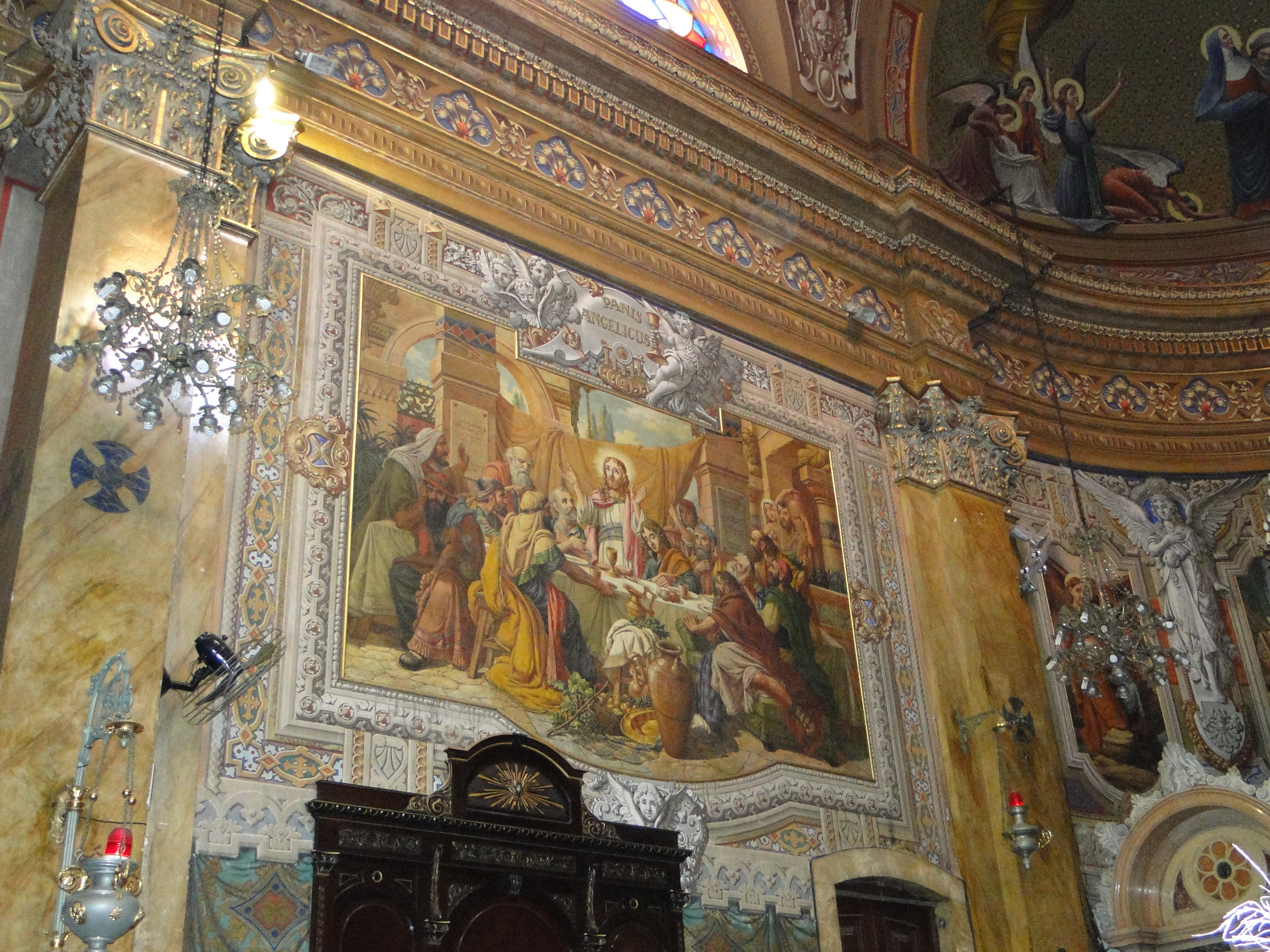
Quadro que retrata a Última Ceia à esquerda do altar-mór do igreja
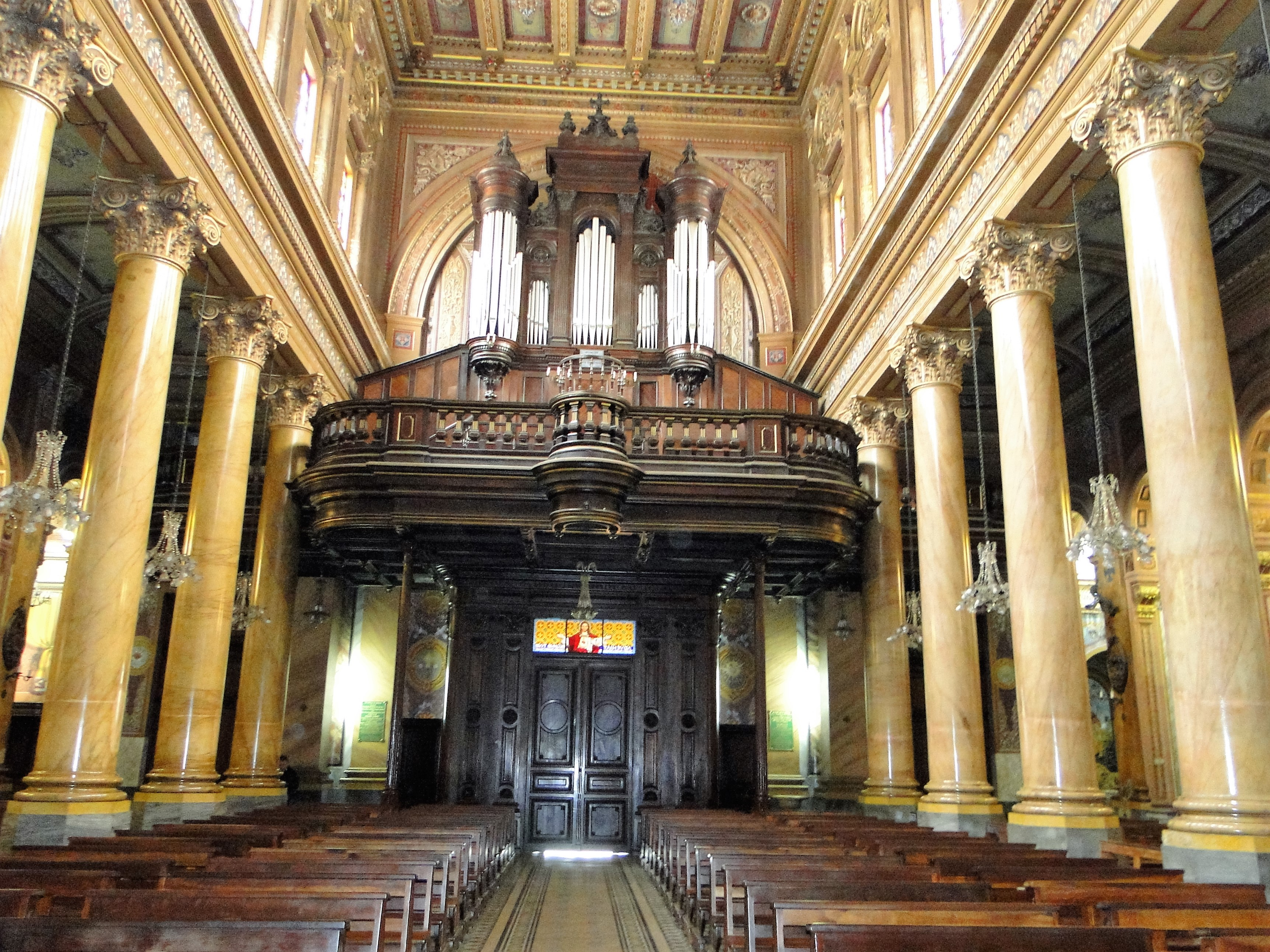
Imponente órgão do Santuário, que possui dois mil tubos e 25 registros